# تملن
التَمَلُّن(1) هو شكلٌ من أشكالِ فرط التصبغ المُرتبطِ بزيادة الميلانين، ومن المُمكن أن يُقصد بها:
- اسوداد الجلد
- تملن العين [الإنجليزية]
- تملن المدخنين
- تملن الفم [الإنجليزية]
- تملن ريل [الإنجليزية]

## الهوامش
- «1»: التَمَلُّن[2][3] أو المُلَان[2][4] أو السُحَام[2][4] أو القُتَام[2][4] أو السُّحَامِيَّة[2][4] أو الميلانية[2] (بالإنجليزية: Melanosis)‏.